# WASi303
WASi303（わしさんまるさん、本名：佐藤 哲郎）は、日本のゲームミュージック作曲家、ゲームクリエイター。株式会社シティコネクションに所属。

## 来歴
子供の頃からセガのゲーム機を中心にゲームを遊んでおり、初めて音楽に感銘を受けたゲームは『スタージャッカー』。大学時代にナムコ・『F/A』の斬新なBGMに出会ったのをきっかけに、在籍していた建築学科関係の就職活動を全て辞めゲーム業界を志す。
サクセスに入社し、『ザンファイン』にて作曲家としてデビュー。『サイヴァリア』にて作曲したBGMが高い評価を受け、これが氏の代表作である。
なお、『サイヴァリア』の作曲の際には基板であるTAITO G-NETの音源チップ用のドライバを新規開発させるという情熱を発揮したという。
2022年11月末をもってサクセスを退社し12月1日より株式会社シティコネクションに入社した。

## 作品リスト
特に記述のない作品はサクセス開発。

### 作曲
- SuperLite1500シリーズ
  - ザンファイン（田子美佐子との共同制作）
  - マーク矢崎監修 西洋占星術
- サイヴァリアシリーズ
  - PlayStation 2 SuperLite 2000 ミディアムユニット・リビジョン
  - サイヴァリア2
  - サイヴァリア・リアセンブル
- 続おてなみ拝見
- THE LUNATIC 鋳薔薇　付属サウンドトラック
  - アレンジ曲ゲスト作曲者。INH販売、『鋳薔薇』の攻略DVD。
- THE FLASH DESIRE RAIDENIII　付属サウンドトラック
  - アレンジ曲ゲスト作曲者。INH販売、『雷電III』の攻略DVD。
- オペレーション・ダークネス
  - 主に効果音を作成。
- シューティングラブ。2007
  - ゲスト作曲者。開発はトライアングル・サービス。
  - サウンドトラック用にもアレンジ曲を作曲。
- シューティングラブ。200X
  - ゲスト作曲者。開発はトライアングル・サービス。
- ケツイ〜絆地獄たち〜」アレンジアルバム
  - 編曲者12名のうちの1人。CAVE販売。
- 上海 臥龍天昇
  - 作曲以外も担当[1]。
- むちむちポーク!&ピンクスゥイーツ」
  - Xbox 360用アレンジ版楽曲。「むちむちポーク!」を担当。開発はCAVE。
- DODONPACHI MAXIMUM
  - Windows Phone 7用アプリ。BGM全曲を担当。
  - CAVEの各種STGの楽曲をアレンジしたもの。開発はCAVE。
- チュウニズム
  - 楽曲「luna blu」を提供。開発はセガ・インタラクティブ。
- アカとブルー
  - 全曲担当。開発は株式会社タノシマス。

その他、同人音楽作品への参加暦多数あり。

### ディレクター
- マジカルパチンコ コットン - コットンをもとにしたパチンコ。販売は大一商会。
- ライデンファイターズ エイシズ

### その他
- GAME SIDE Vol.9「ゲーム音インタビュー」 - マイクロマガジン発行のゲーム雑誌。